# Borgofranco d'Ivrea
Borgofranco d'Ivrea es una localidad y comune italiana de la provincia de Turín, región de Piamonte, con 3.744 habitantes.

## Evolución demográfica
| Gráfica de evolución demográfica de Borgofranco d'Ivrea entre 1861 y 2011 |
|                                                                           |
| Fuente ISTAT - elaboración gráfica de Wikipedia                           |